# Silvio Pettirossi

Silvio Pettirossi im Deperdussin Modell "T" Eindecker 1912

Silvio Pettirossi (* 16. Juni 1887 in Asunción, Paraguay; † 17. Oktober 1916 in der Nähe von Buenos Aires, Argentinien) war ein paraguayischer Pilot und Luftfahrtpionier.

## Biografie
Sein Vater war ein italienischer Einwanderer und seine Mutter Rufina Pereira Boldán war  paraguayischer Herkunft. Er hatte fünf Geschwister. 
Im Alter von sieben Jahren reiste er  nach Spoleto, Italien, und besuchte dort die örtliche Schule in der Stadt, wo schon sein älterer Bruder Alfredo in der Unteroffiziersschule Viterbo war. Er lebte in Italien bis zum Alter von 15 Jahren. Nach seiner Rückkehr und Militärausbildung am Liceo Pre-Militar in Paraguay trat er in die Armee ein, mit dem Rang eines Teniente primero heiratete er im Alter von 27 Jahren Sara Usher.

## Fliegerische Laufbahn
Pettirossi erhielt ein Stipendium von der paraguayischen Regierung und erwarb 1912 in Frankreich durch die internationale Luftfahrt-Föderation seine erste Fluglizenz. Er kaufte eine Deperdussin Modell „T“, ein einsitzigen Eindecker mit einem 60 PS, Siebenzylinder Gnôme et Rhône-Umlaufmotor. Die speziell für Kunstflug entwickelte Maschine erreichte eine Höchstgeschwindigkeit von 105 Meilen pro Stunde und hatte eine Reichweite von zwei Stunden und 30 Minuten. Sie wurde auf den Namen „Paraguay“ getauft. Abmessungen: 10,65 m Spannweite, 7,3 m lang, 2,69 m hoch und hatte eine Flügelfläche 21 m². Leergewicht war 395 kg und die höchste Startmasse betrug 550 kg. Die Maschinen hatte einen Stromlinienrumpf aus einer Holzschale und war mit der Deperdussin-Steuerung (DEP) ausgerüstet, bei der für die Nickbewegung und für die Rollbewegung ein Steuerrad angebracht war.
Pettirossi wurde bekannt durch seine vielen berühmten und außergewöhnlichen akrobatischen Flüge nicht nur in Südamerika, sondern auch in Europa und den USA. Im Dezember 1914 gründete er den ersten Aeroclub de Paraguay und wurde deren Präsident.
Im Jahre 1915 nahm er an der World Expo in San Francisco (USA) teil, wo er sich einen Ruf als einer der besten Kunstflieger der Welt erwarb.
Am 17. Oktober 1916, bei einer Kunstflug-Vorführung in Argentinien brach bei einem Looping der linke Flügel seines Flugzeuges ab. Das Flugzeug zerschellte auf einer Ranch in der Nähe von Buenos Aires. Pettirossi verstarb im Alter von 29 Jahren noch am Unglücksort.

## Auszeichnungen (postum)

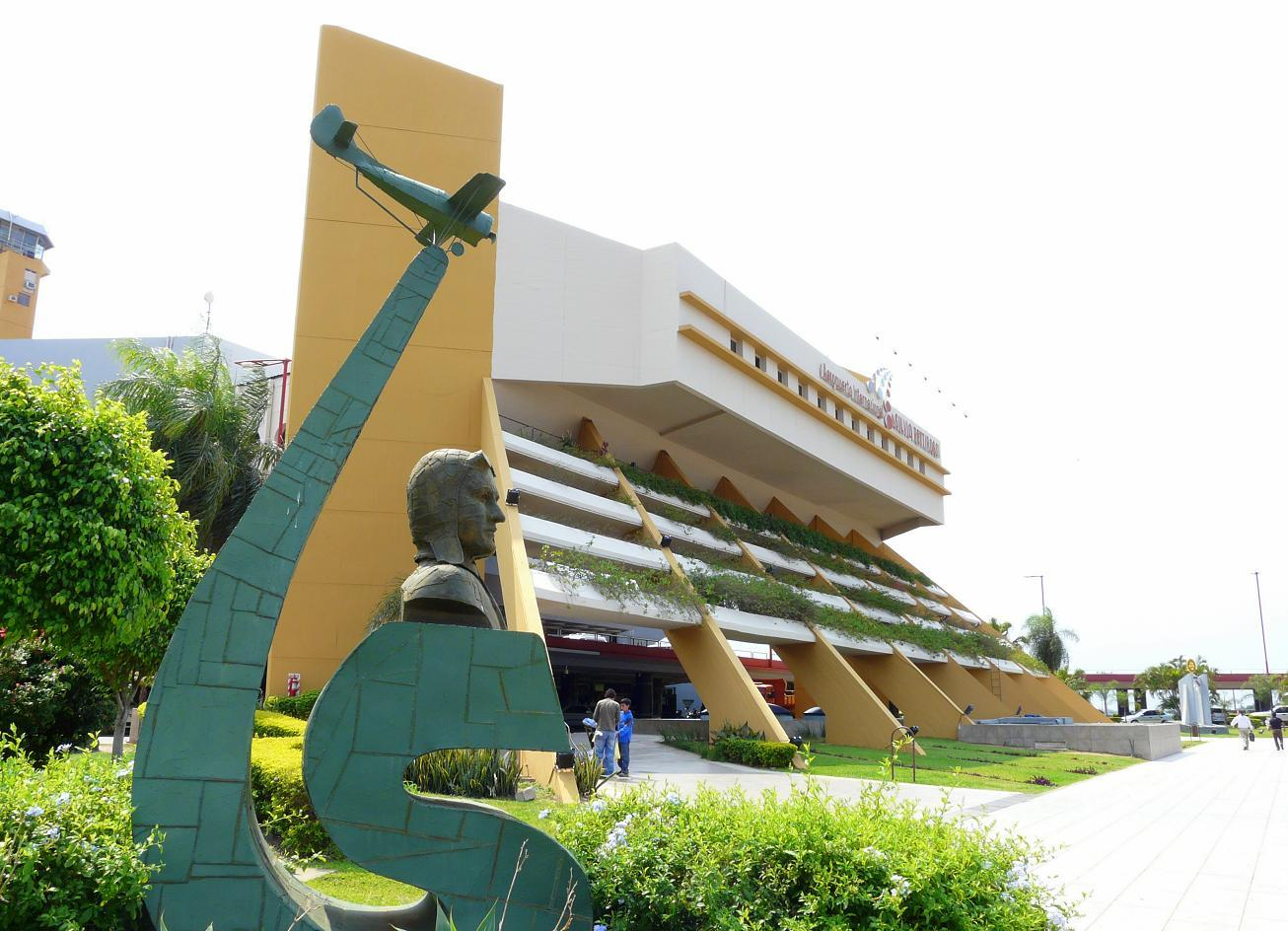
Denkmal Silvio Pettirossi am Flughafen Asunción

1952 gab die Post der Republik Paraguay eine 50-Centimos-Briefmarke mit der Abbildung des Piloten Silvio Pettirossi heraus. 
1983 wurde ein zentral gelegener Stadtteil von Asunción nach Pettirossi benannt.
Nach dem Sturz des Diktators Alfredo Stroessner 1989 erhielt der Flughafen Asunción seinen aktuellen Namen nach dem paraguayischen Flugpionier Silvio Pettirossi. Weitere Orte und Einrichtungen wurden zu seinen Ehren benannt, wie eine Brigade der Fuerza Aérea Paraguaya, eine paraguayische Militärbasis in Luque, eine Allee in Lambaré und das paraguayische Instituto de Historia de la Aviación. Selbst ein Fußballverein in der ersten Liga Paraguays, der Club Silvio Pettirossi in Asunción trägt heute seinen Namen. Berühmte Dichter und Schriftsteller wie Eloy Fariña Núñez, Ignacio A. Pane, Manuel Domínguez, Juan Natalicio González und Leopoldo Centurión widmeten Pettirossi Gedichte und Schriftstücke.
Am 16. Januar 2014 wurde der Asteroid (15414) Pettirossi nach ihm benannt.
Ein imposantes Denkmal zur Erinnerung an Pettirossi steht in Punta Lara, Provinz Buenos Aires in Argentinien.